# Collegiata di Santa Croce (Stoccarda)
La collegiata di Santa Croce (in tedesco Stiftskirche Heiligen Kreuz) è il principale luogo di culto evangelico luterano della città di Stoccarda, nel Baden-Württemberg, in Germania.
È sede del preside della Chiesa evangelica luterana della regione.

## Storia e descrizione

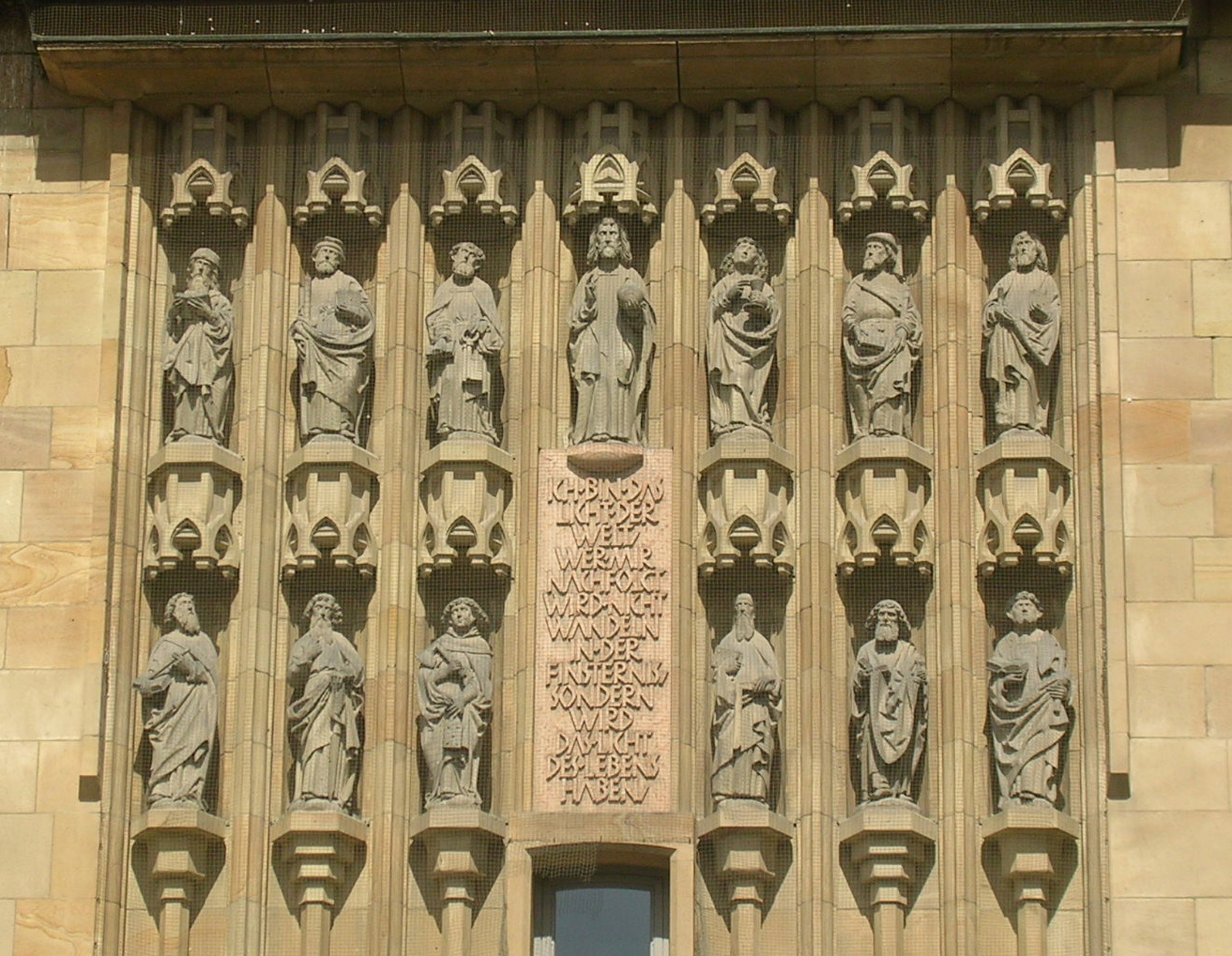
Il Portale degli Apostoli, ricomposto dopo i danni della guerra.

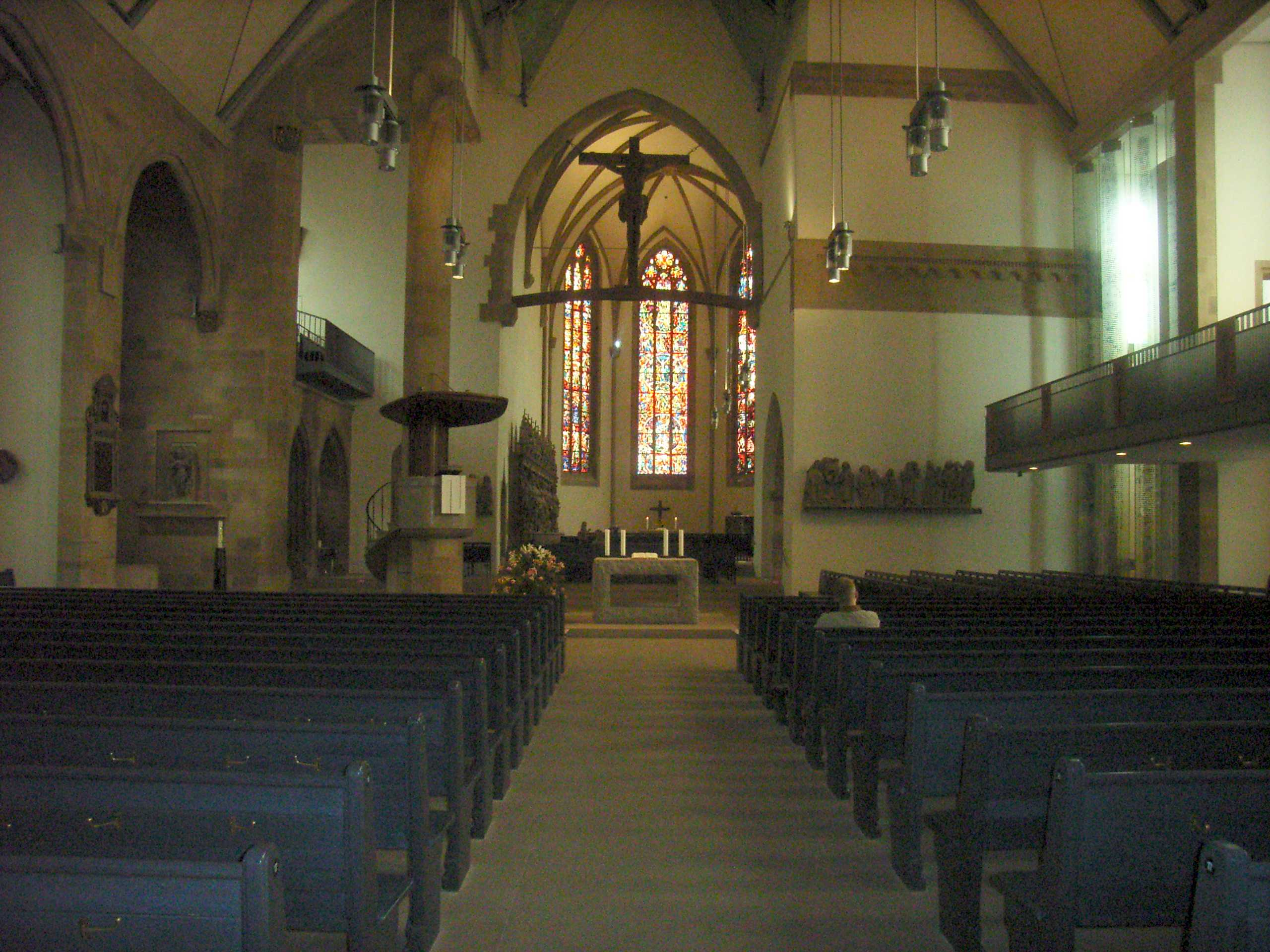
Veduta dell'interno.

Strutture di una piccola chiesa romanica risalente al X-XI secolo sono state scoperte recentemente nel tracciato della chiesa odierna.
Nel 1240 una grande chiesa romanica a tre navate e con due torri venne costruita apparentemente per volere dei Conti del Württemberg, che in quell'epoca risiedevano nel vicino Castello Vecchio. Ancora oggi, nella cappella sotto la torre meridionale, si conserva la tomba del conte Ulrico I di Württemberg e di sua moglie Agnese di Slesia-Legnica, entrambi morti nel 1265.
Quando Stoccarda diviene la nuova residenza dei Sovrani del Württemberg, si inizia la costruzione di un nuovo coro gotico. Il cantiere si sviluppò fra il 1321 e il 1347.
Fra il 1447 e il 1460 l'architetto di corte Aberlin Jörg, riprese i lavori realizzando il piedicroce tardo-gotico su commissione del conte Ulrico V.
Verso il 1494 realizzò il Portale degli Apostoli, sul lato meridionale, di sui oggi ne rimangono le statue; e nel 1500 venne realizzato il pulpito rinascimentale.
Nel 1534 la chiesa passò al culto luterano e venne spogliata delle pietre tombali, delle pitture e degli altari laterali disposti nel piedicroce. Inoltre venne trasformato l'interno, con le gallerie, per il nuovo uso protestante
Nel 1570 Johann Brenz, il riformatore del Württemberg, viene inumato nel coro della collegiata. Dal 1574 undici statue rinascimentali dei Conti del Württemberg vennero realizzate da Simon Schlör per la parete nord del coro.
Nel 1826 il tetto del coro venne rinnovato, poi toccò alla gran parte dell'interno verso il 1840.
Con la Seconda guerra mondiale la chiesa venne pesantemente danneggiata dai bombardamenti del 1944, dove perse anche il Portale degli Apostoli. Verso il 1950 l'edificio venne restaurato e il portale ricomposto, ma tuttavia non si mantennero precisi canoni storici.

Le statue dei Conti del Württemberg di Simon Schlör.

## Cripta dei Sovrani del Württemberg
Nel 1608 venne costruita una cripta atta ad accogliere le sepolture di tutti i Sovrani del Württemberg fino al 1677. Anche Ekaterina Pavlovna Romanova, granduchessa di Russia e regina consorte come moglie di re Guglielmo I di Württemberg, venne sepolta qui fra il 1819 e il 1824, prima di esser traslata nel Mausoleo del Württemberg da lei voluto.